# William H. Michaelsens legat
William H. Michaelsens legat er et legat der uddeles af Statens Museum for Kunst, Kobberstiksamlingen, til unge kunstnere, fortrinsvis tegnere.